# Albert Erbe
Albert Erbe (Weilburg, Hessen, 9 de setembre de 1868 - Essen, 29 de maig 1922) fou un arquitecte, urbanista i professor que principalment va ser actiu a l'estat d'Hamburg i la ciutat d'Essen a Alemanya.

## Biografia
Erbe va néixer a Weilburg, després dels seus estudis a l'institut de la seva ciutat nadal va anar a l'Escola Superior Tècnica de Berlín-Charlottenburg a la qual graduà al primer cicle cum laude. Va fer la seva passantia de tres anys prop de l'arquitecte Ludwig Euler. Després va treballar a la gerència de construcció de la ciutat de Wiesbaden. A la prova final d'arquitectura va obtenir el 1893 el premi Schinkel, un premi d'arquitectura prestigiós a Alemanya. Després va ser nomenat arquitecte, delegat del govern prussià als ferrocarrils de Silèsia.
El 1901 va ser nomenat assistent de l'arquitecte de la ciutat d'Hamburg, Carl Johann Christian Zimmermann. En un primer temps va dedicar-se a un programa de construcció d'escoles de 1906 a 1910. El 1906 va esdevenir inspector i director del despatx dels projectes de construcció de la ciutat, al qual va reemplaçar Zimmermann. El 1901 va doctorar-se amb una tesi sobre les cases de la burgesia d'Hamburg. Després d'un viatge d'estudis ser carregat del disseny de l'eixample de la Kunsthalle de la ciutat, l'edifici segons els seus planols, modificats per Fritz Schumacher va inaugurar-se el 1921. Utilitza molts maons vermells en un estil neobarroc i neorenaixement, influenciat també per l'estil popular, com es pot observar a la capella número 6 del Cementiri d'Ohlsdorf. Quan el 1909 Schumacher va succedir oficialment a Zimmermann i limitar la llibertat creativa d'Erbe per la imposició del seu estil propi, Erbe va amargar-se i presentar la seva candidatura a Essen.
El 1911 se n'anà doncs cap a Essen on els seus dissenys de l'escola Viktoriaschule i el sanatori infantil de la fundació Funke van rebre molta aprovació. Morí a Essen el 1922.

## Unes obres
Hamburg

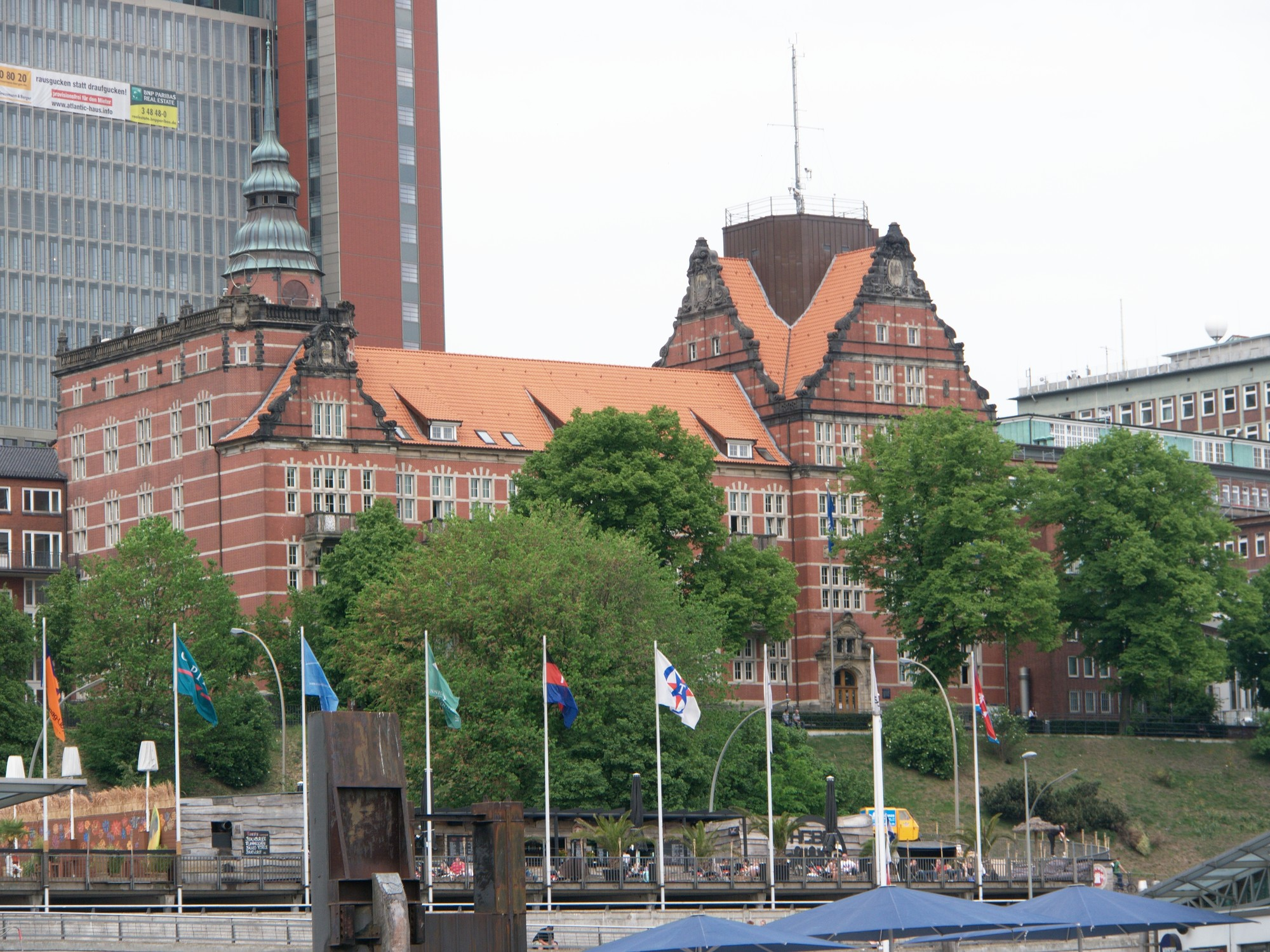
Servei meteorològic marítim
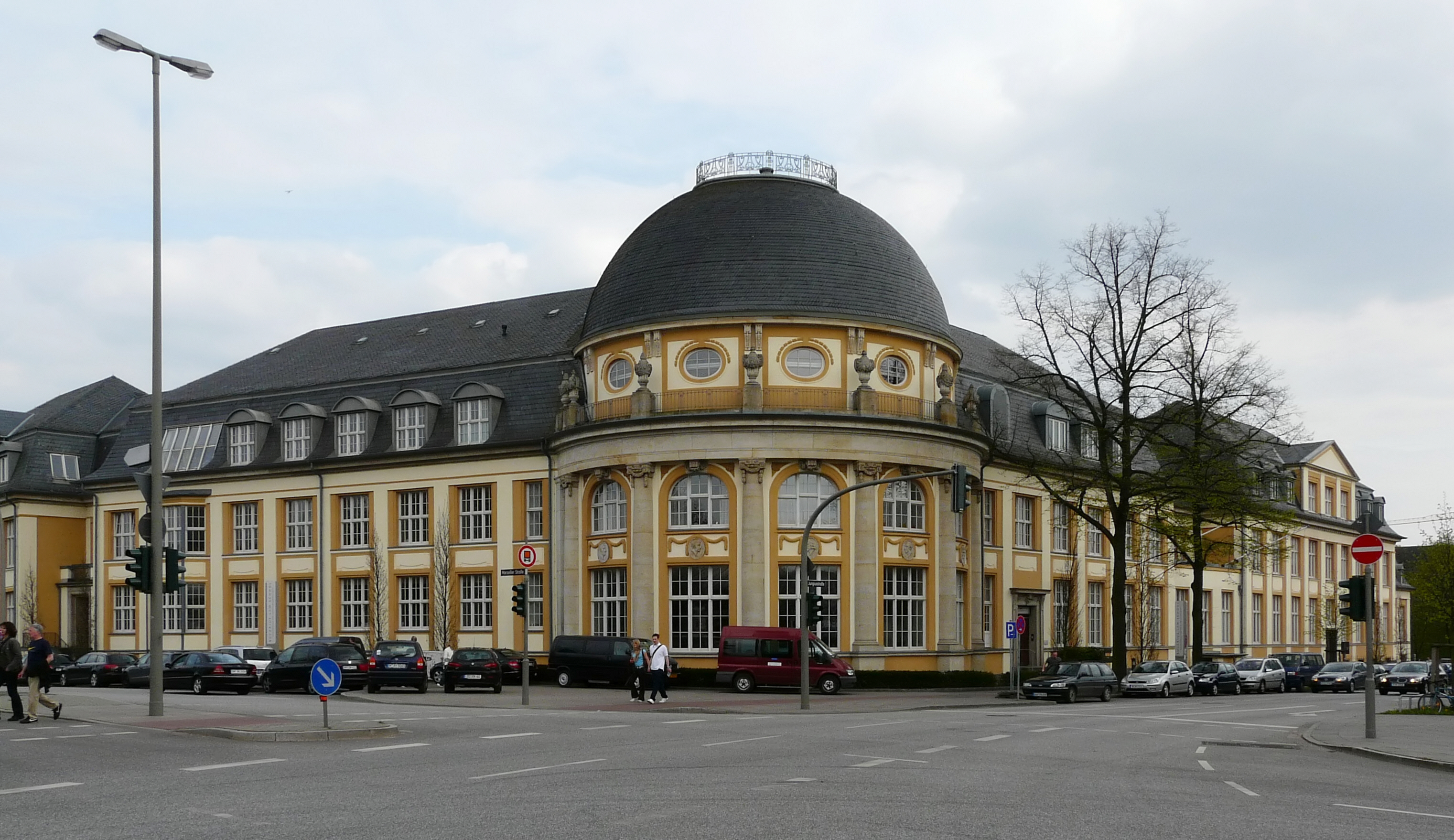
Bucerius Law School
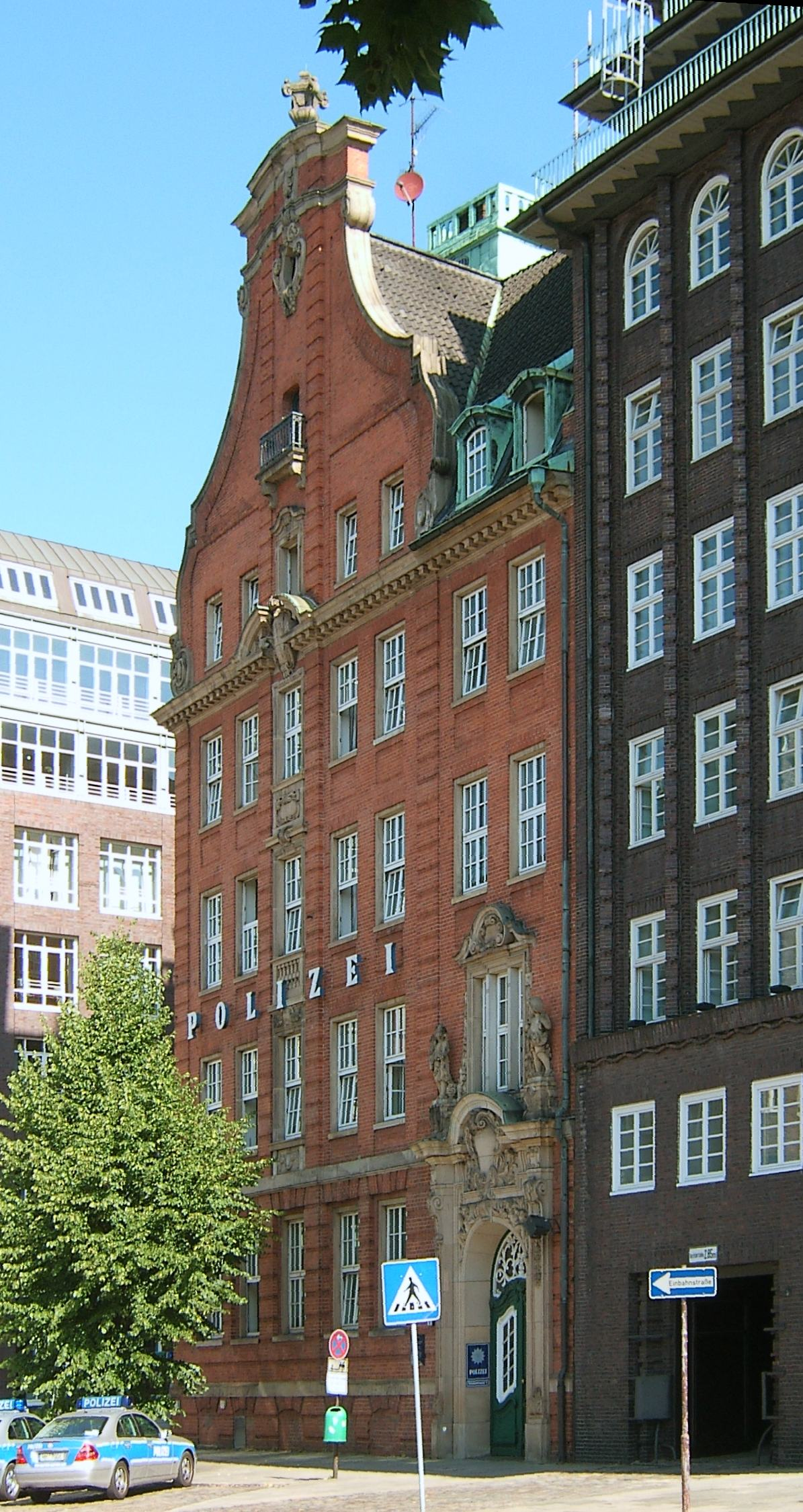
Comissaria a Klingberg
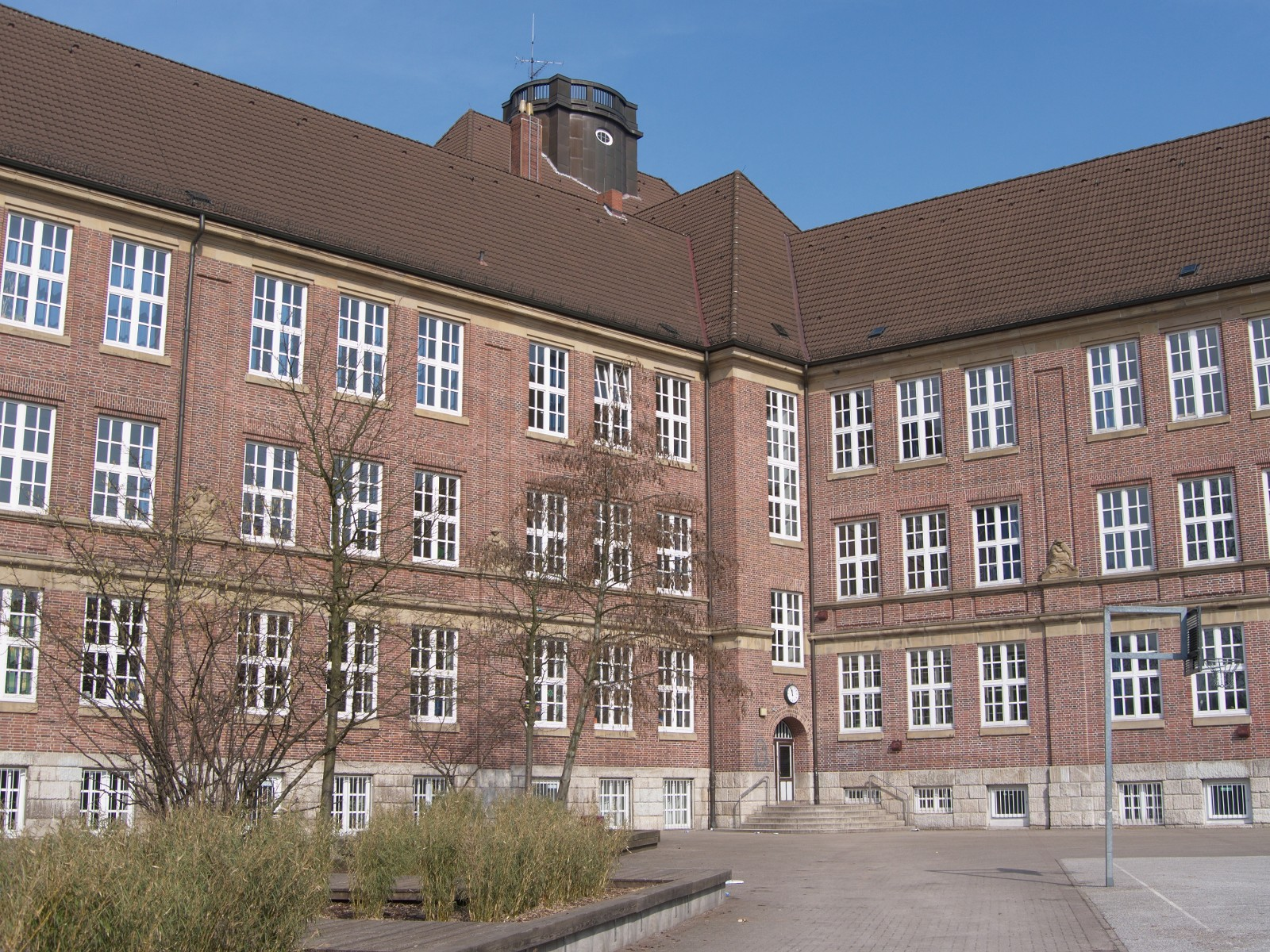
Institut Kaiser Friedrich Ufer

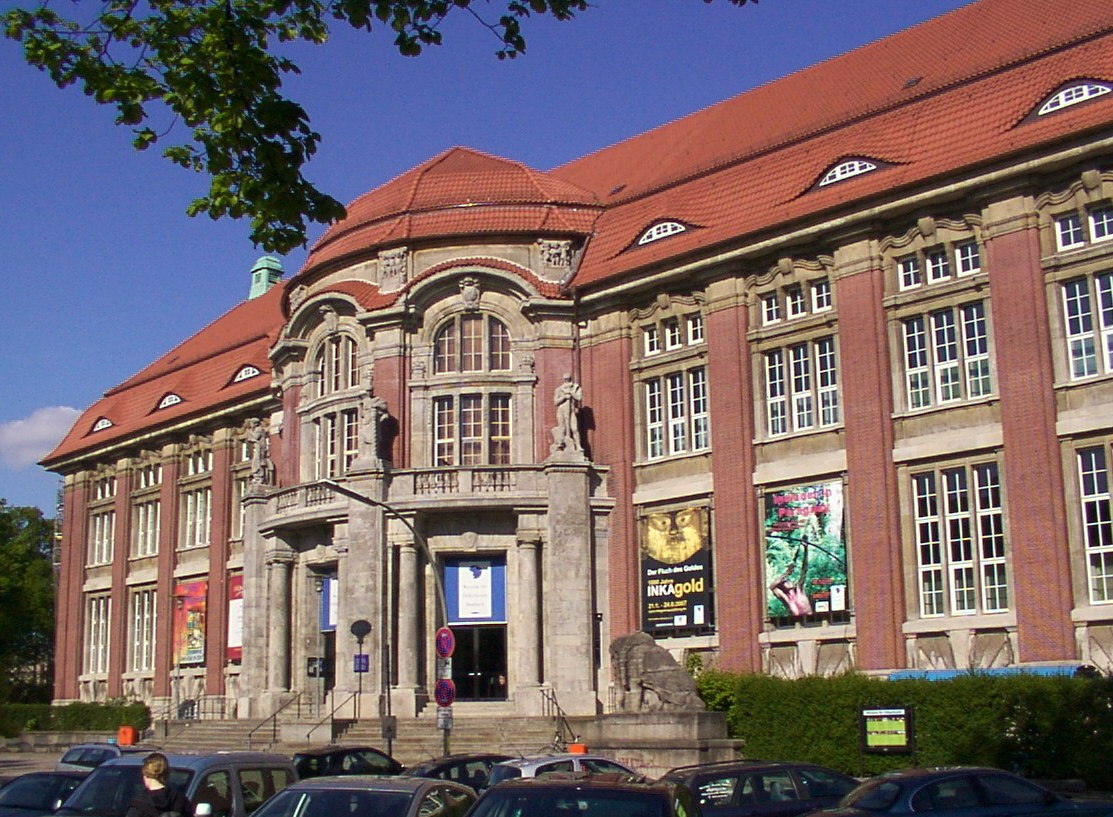
Museum für Völkerkunde (Museu Etnogràfic)
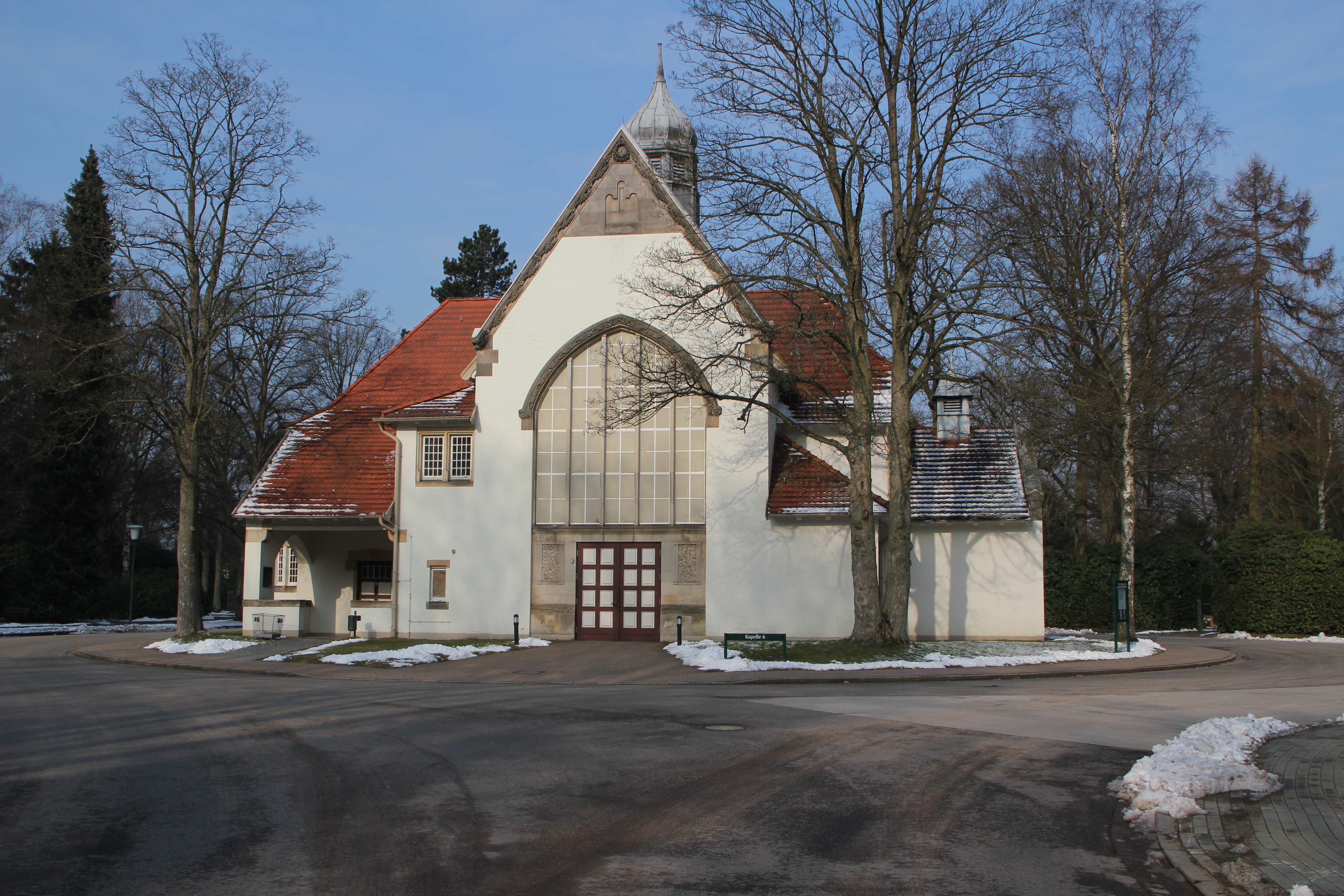
Capella número 6 – Cementiri d'Ohlsdorf
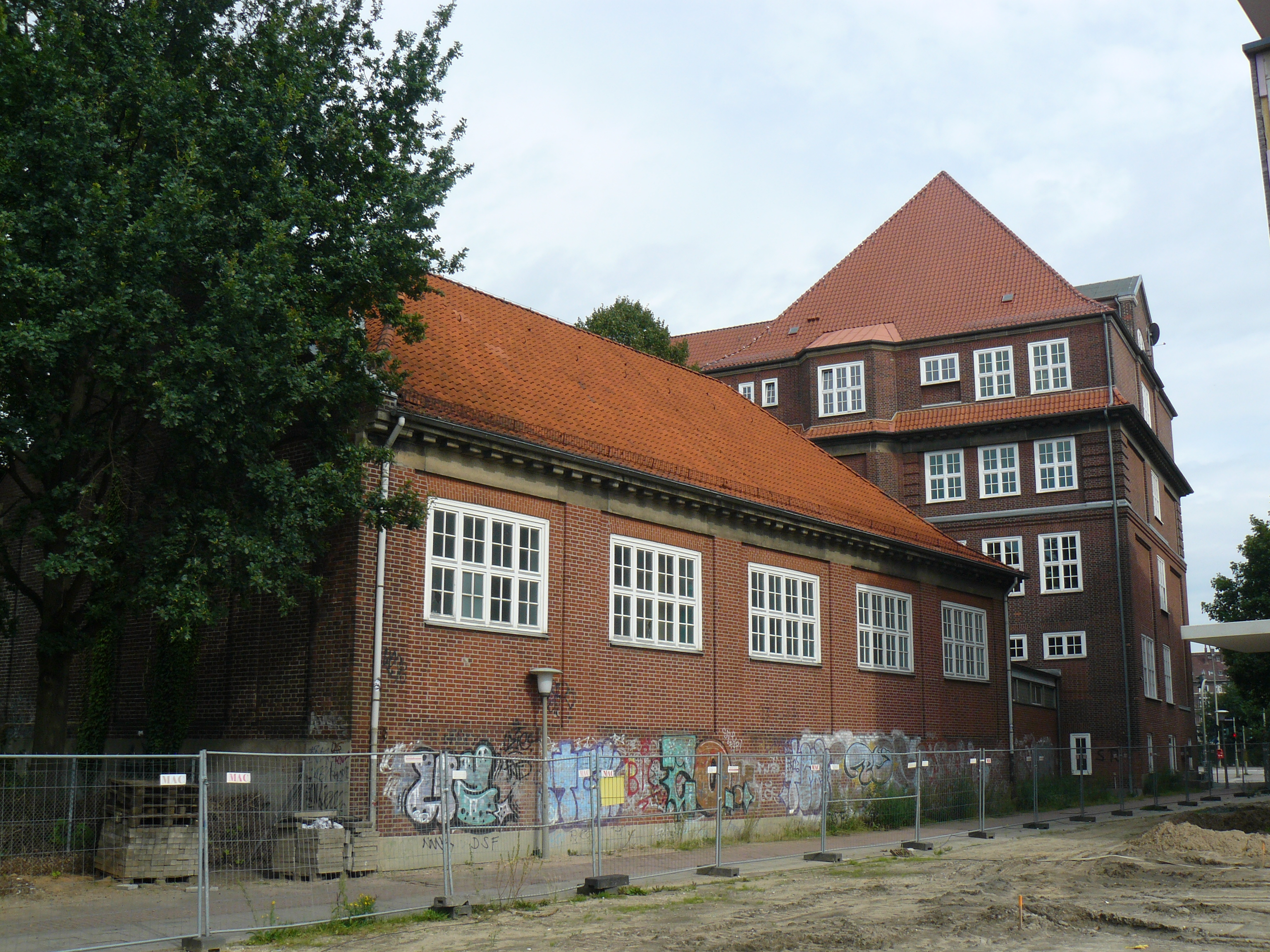
Tribunal del Treball
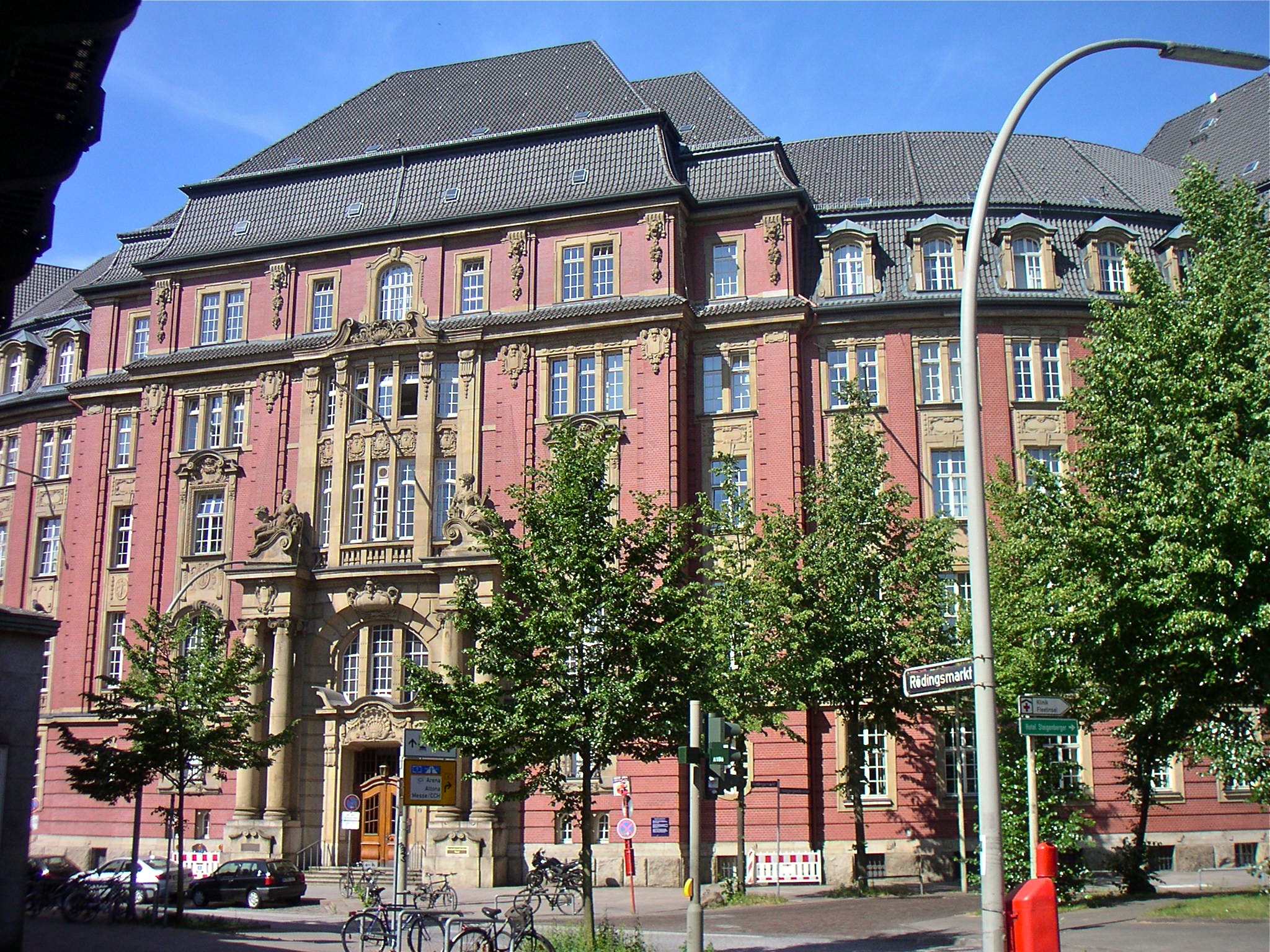
Antiga concelleria de finances

Essen

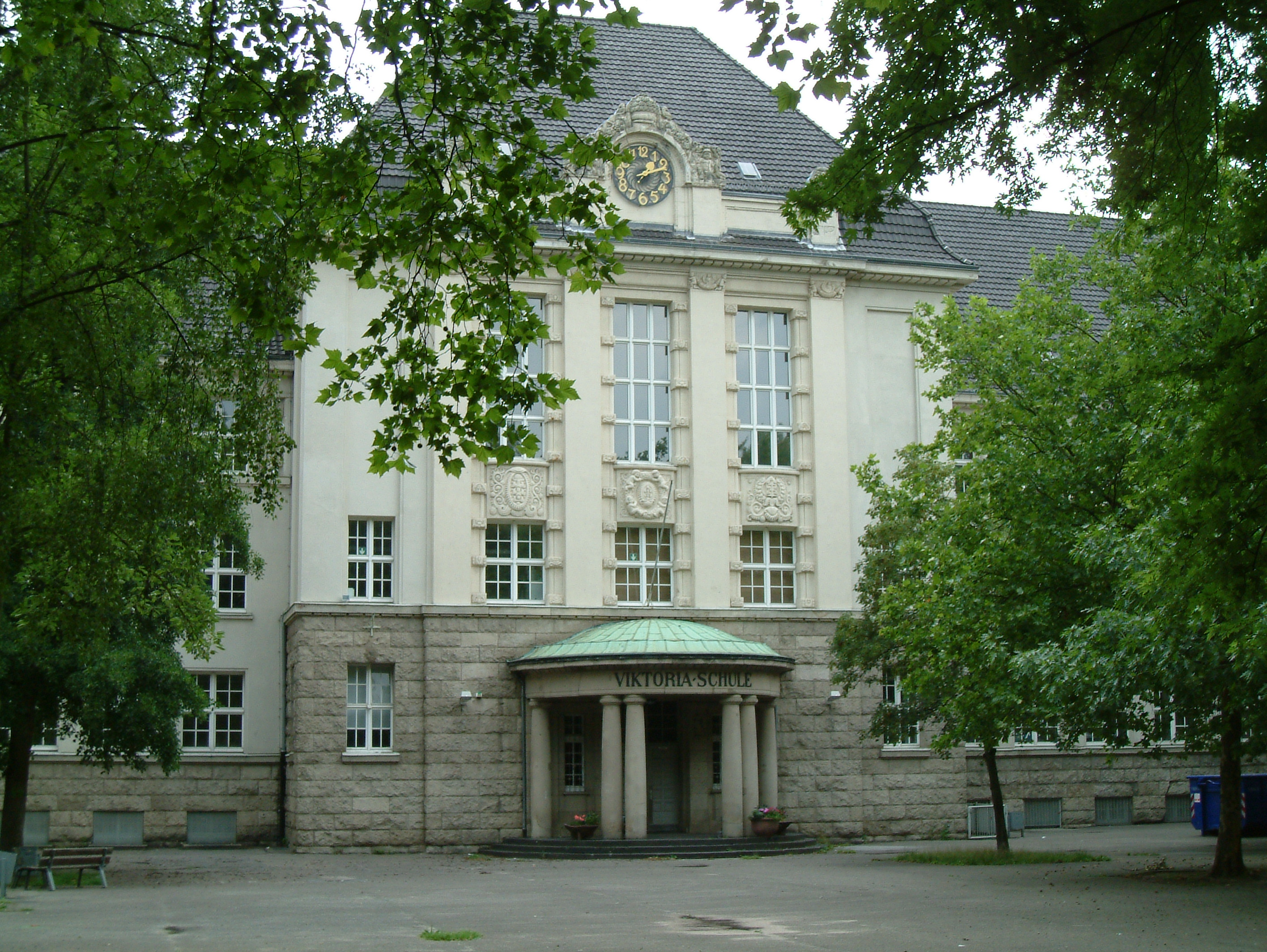
Viktoriaschule
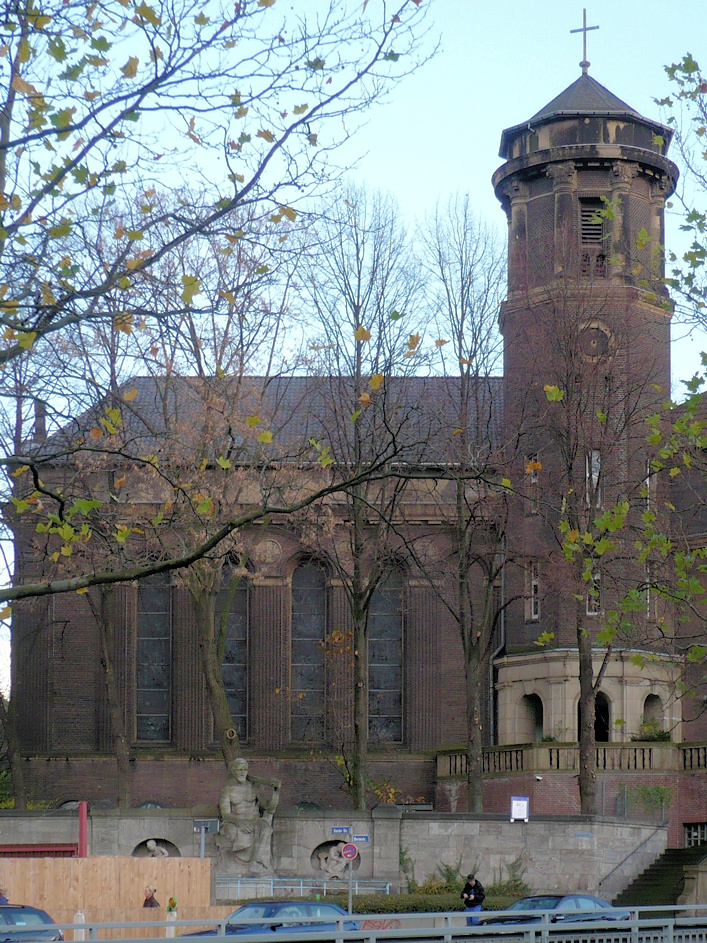
Església de la Pau